# Mark Herrier
Mark Herrier (6 de outubro de 1954) é um ator e diretor americano, mais conhecido por interpretar Billy na trilogia Porky's. Ele se formou em Lompoc High School em 1972.
Ele já fez várias aparições em programas como M*A*S*H, A Hora do Pesadelo, Paradise, Murder, She Wrote, The Practice e Gideon's Crossing.

## Ligações Externas
- Mark Herrier. no IMDb.